# Servicio Gallego de Salud
El Servicio Gallego de Salud (en gallego: Servizo Galego de Saúde), también conocido por su acrónimo Sergas, es el organismo de la administración autónoma de Galicia a cargo de la asistencia sanitaria pública en dicha comunidad autónoma. Fue creado en 1989, al transferirse las competencias en materia sanitaria a la Junta de Galicia.
Integra todos los centros y servicios sanitarios de la administración autonómica gallega, sobre los que ejerce su dirección y gestión, con el fin de garantizar la asistencia sanitaria. Es un organismo autónomo de carácter administrativo dirigido por la Consejería de Sanidad de la Junta de Galicia.
Los centros médicos de mayor relevancia administrados por el Sergas son los siguientes:

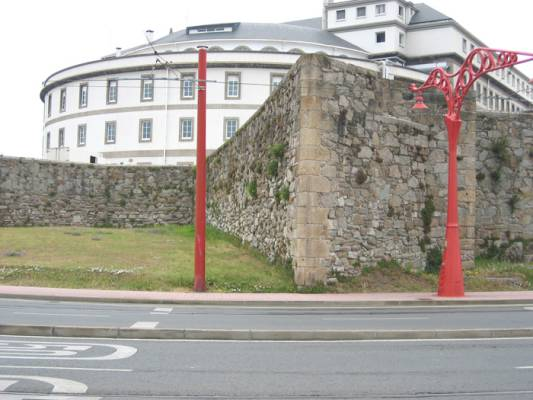
Abente y Lago desde el paseo marítimo (La Coruña).

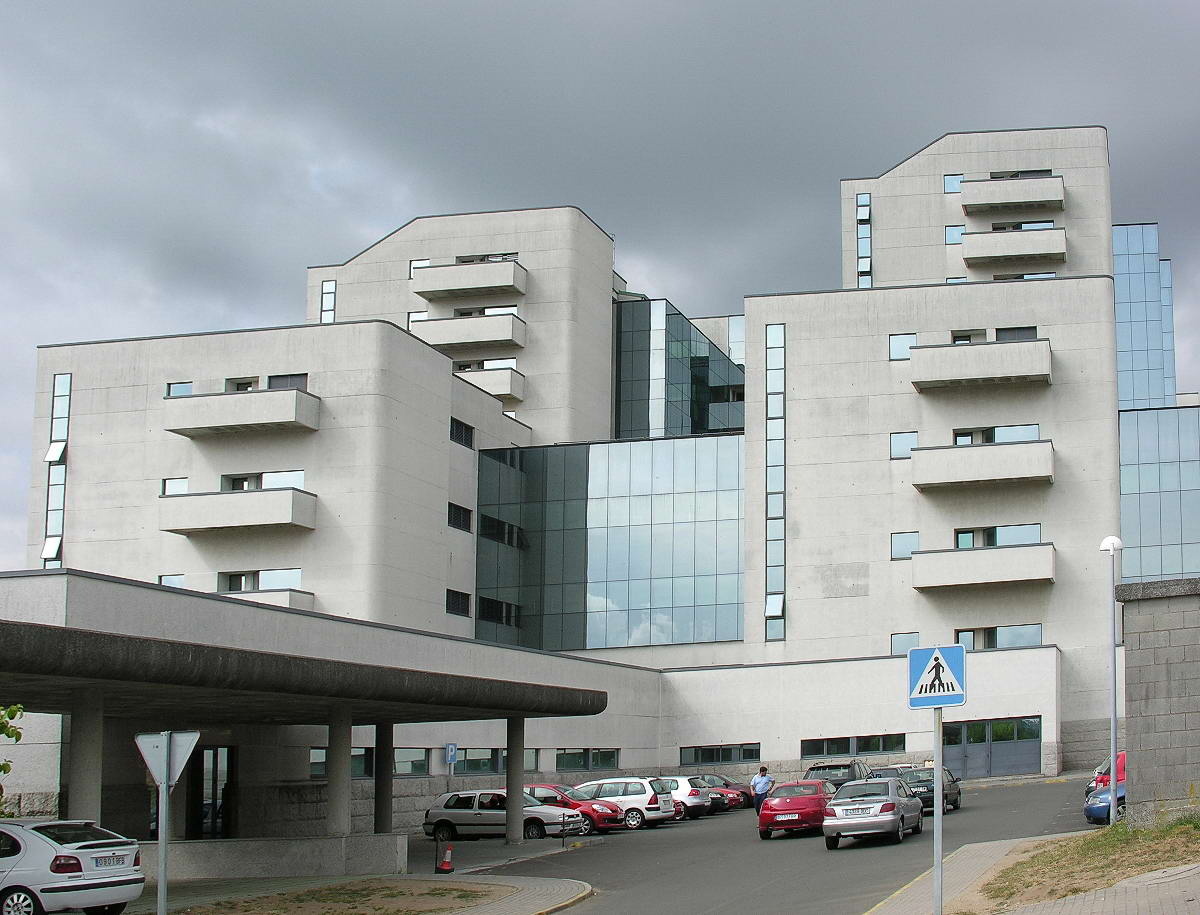
Clínico de Santiago de Compostela.

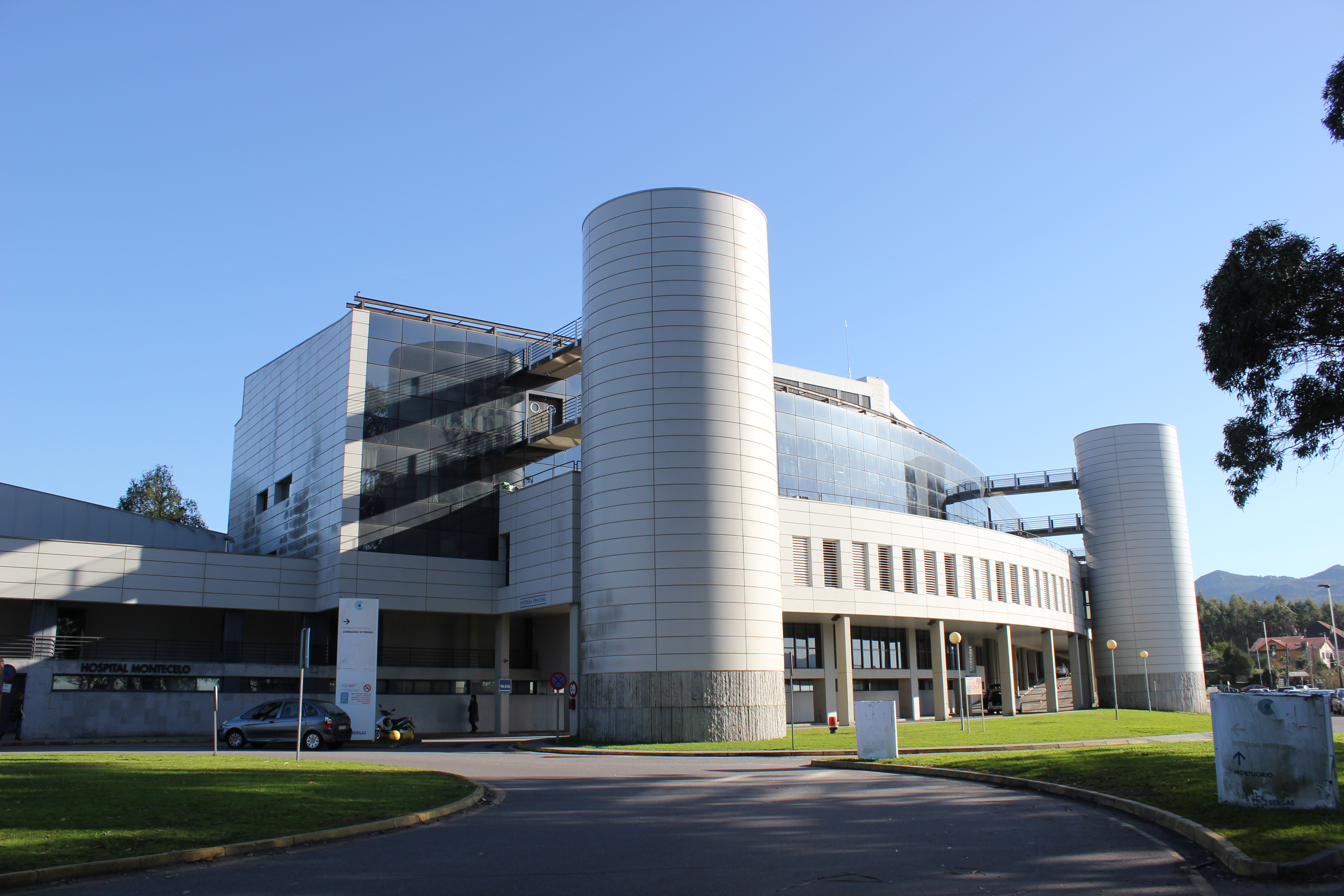
Hospital Montecelo (Pontevedra).

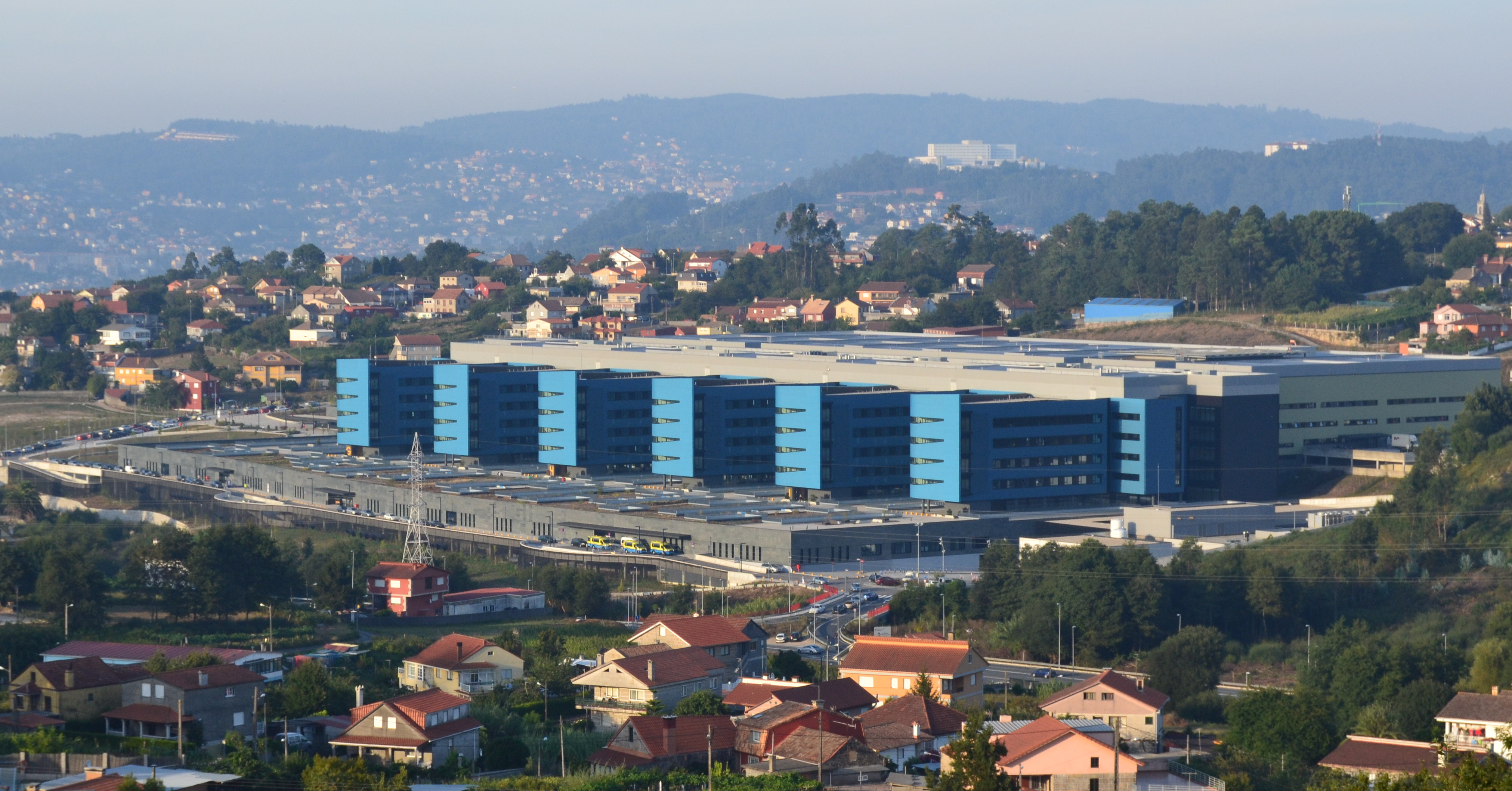
Hospital Álvaro Cunqueiro de Vigo.

- Complejo Hospitalario Universitario de La Coruña (La Coruña):
  - Hospital Universitario da Coruña.
  - Hospital Teresa Herrera.
  - Hospital Abente y Lago.
  - Hospital Marítimo de Oza.
  - Hospital Virxe da Xunqueira (Cee).

- Complejo Hospitalario Universitario de Santiago (Santiago de Compostela):
  - Hospital Clínico Universitario de Santiago.
  - Hospital Provincial de Conxo.
  - Hospital Gil Casares.
  - Hospital Psiquiátrico de Conxo.
  - Hospital de Barbanza (Ribeira).

- Complejo Hospitalario General-Calde (Lugo): 
  - Hospital  Universitario Lucus Augusti (HULA).
  - Hospital da Costa de Burela.
  - Hospital Comarcal de Monforte de Lemos.

- Complejo Hospitalario Universitario de Ferrol (Ferrol):
  - Hospital Profesor Novoa Santos.
  - Hospital Arquitecto Marcide.
  - Hospital Naval.

- Complejo Hospitalario Universitario de Pontevedra (Pontevedra):
  - Hospital Gran Montecelo.
  - Hospital Provincial de Pontevedra.
  - Hospital Montecelo.
  - Hospital Público do Salnés (Vilagarcía de Arousa).

- Complejo Hospitalario Universitario de Vigo (Vigo):
  - Hospital Nicolás Peña.
  - Hospital Meixoeiro.
  - Hospital Álvaro Cunqueiro.

- Complejo Hospitalario Universitario de Orense (Orense):
  - Hospital Santo Cristo de Piñor.
  - Hospital Santa María Nai.
  - Hospital Nuestra Señora de Cristal.
  - Hospital Materno-Infantil Infanta Elena.
  - Hospital de Verín.
  - Hospital de Valdeorras.

Otras unidades de carácter público que apoyan en la prestación de servicios especializados de la Red hospitalaria gallega son:
- Instituto Gallego de Medicina Técnica (Medtec, ahora llamado Galaria).
- Fundación Gallega de Medicina Genómica.
- Fundación Pública Instituto Gallego de Oftalmología.
- Centro de Transfusión de Galicia.
- 061: Fundación Pública Urgencias Sanitarias de Galicia.

Hospitales privados con conciertos con el Sergas:
- Policlínico de Lugo (Lugo).
- Sanatorio Nosa Señora dos Ollos Grandes (Lugo).
- Hospital Cosaga (Orense).
- Centro Médico El Carmen (Orense).
- Hospital Quirónsalud Miguel Domínguez (Pontevedra).
- Hospital Povisa (Vigo).
- Hospital Nuestra Señora de Fátima (Vigo).
- Hospital General Juan Cardona (Ferrol).
- Hospital HM La Esperanza (Santiago de Compostela).
- Hospital HM Rosaleda (Santiago de Compostela).
- Hospital QuirónSalud (La Coruña).
- Hospital HM Modelo (La Coruña)
- Instituto Médico-Quirúrgico San Rafael (La Coruña).
- Centro Oncológico de Galicia (La Coruña).